# Bellator 128
Bellator 128: Dantas vs. Warren foi um evento de artes marciais mistas promovido pelo Bellator MMA ocorrido em 10 de outubro de 2014 no Winstar World Casino em Thackerville, Oklahoma. O evento foi transmitido ao vivo na Spike TV nos Estados Unidos.

## Background
O evento teve como luta principal a unificação do Cinturão Peso Galo do Bellator entre o campeão linear Eduardo Dantas e o interino Joe Warren.

## Card Oficial
Nota 1 Unificação do Cinturão Peso Galo do Bellator.

## Ligações Externas
1. ↑  Nota 1